# Al Pease
Victor „Al“ Pease (* 15. Oktober 1921 in Darlington, Großbritannien; † 4. Mai 2014 in Servierville, Tennessee) war ein kanadischer Automobilrennfahrer. Als Amateur-Rennfahrer bestritt Pease in den späten 1950er-Jahren Sportwagenrennen auf einem Riley in seinem Heimatland. Nach einer Auszeit war er Mitte der 1960er-Jahre mit einem Lotus 23 wieder auf den Rennstrecken vertreten. Pease gilt als einer der schlechtesten Formel-1-Rennfahrer und ist der einzige Formel-1-Pilot, der jemals disqualifiziert wurde, weil er zu langsam fuhr.

## Leben und Karriere
Al Pease wurde in Großbritannien geboren. Nach dem Zweiten Weltkrieg siedelte er nach Kanada über. Hier begann er, an Clubrennen und Sportwagenrennen teilzunehmen; vielfach fuhr er modifizierte Wagen von MG oder Riley. In den 1960er Jahren setzte Pease zunehmend Monoposti ein, blieb dabei aber vornehmlich in Kanada und in den USA. Über die Rennerfolge aus dieser Zeit sind wenige konkrete Informationen verfügbar. Die Canadian Motorsport Hall of Fame, in die Al Pease 1998 als Ehrenmitglied eingeführt wurde, notiert zu ihm: „Es ist zweifelhaft, ob irgendein anderer Fahrer in der Geschichte des kanadischen Motorsports mehr Trophäen gesammelt hat als Al Pease, der in nahezu 30 Jahren kontinuierlich regionale und nationale Meisterschaften in den unterschiedlichsten Fahrzeugen gewonnen hat.“ Dem stehen mehrere Misserfolge in der Formel 1 gegenüber.

## Rennen in der Formel 1
Pease meldete sich zu drei Rennen der Formel 1, einer Rennserie, die nach Ansicht der meisten Beobachter weit über seinen Verhältnissen lag. Pease setzte jeweils einen Eagle T1G ein, der von einem 2,7 Liter großen Vierzylindermotor von Coventry Climax (Baureihe FPF) angetrieben wurde.
1967 debütierte Al Pease im Alter von 45 Jahren beim Heimrennen im Mosport Park. Er qualifizierte sich als 16. von 19 Teilnehmern; sein Rückstand auf die Pole-Zeit von Jim Clark betrug 7,7 Sekunden. Pease startete mit Verspätung vom Seitenstreifen, nachdem bereits sechs Runden des Rennens gefahren waren. Anlass für die Verzögerung waren Schwierigkeiten beim Wechsel der Batterie, der nicht rechtzeitig abgeschlossen werden konnte. Nach 22 Runden drehte sich Pease bei starkem Regen. Der Motor starb ab und konnte nicht wieder gestartet werden, da sich die Batterie während des Rennens geleert hatte. Pease lief zu Fuß in die Box, holte eine Ersatzbatterie, kehrte zum Auto zurück und baute die Batterie eigenhändig ein. Er setzte das Rennen fort und kam ins Ziel. Da er allerdings 43 Runden Rückstand auf den Sieger Jack Brabham hatte, wurde Pease nicht gewertet.
Eine zweite Meldung erfolgte zum Großen Preis von Kanada 1968. Pease qualifizierte sich mit 15 Sekunden Rückstand als 22. und Letzter. Vor dem Rennen nahm Pease den Coventry Climax-Motor auseinander, um ihn auf mögliche Fehlerquellen zu untersuchen. Es gelang ihm allerdings nicht, das Triebwerk bis zum Rennbeginn wieder zusammenzusetzen. Pease konnte daher am Großen Preis von Kanada nicht teilnehmen.
Die dritte und letzte Meldung zu einem Formel-1-Rennen schloss sich ein Jahr später an: 1969 nahm Pease am Großen Preis von Kanada 1969 teil. Die Meldung erfolgte durch das Team John Maryon Racing, für das Pease 1969 in der Gulf Canada Series fuhr. Pease ging mit dem nun gelb, grün und rot lackierten Eagle-Climax als 17. an den Start. Er bewegte das Auto in diesem Rennen extrem langsam. Als er 22 Runden zurückgelegt hatte, befand sich der führende Fahrer bereits in seiner 45. Runde. Ungeachtet seines Rückstands widersetzte sich Pease Überholungen und Überrundungen. Als er schließlich Jackie Stewart bei einem Versuch, eine weitere Überrundung abzuwehren, gefährdete, legte Ken Tyrrell, Stewarts Teamchef, bei der Rennleitung Protest ein. Pease wurde daraufhin mit der Begründung disqualifiziert, er fahre zu langsam. Al Pease ist der einzige Rennfahrer in der Formel-1-Geschichte, der wegen Langsamfahrens disqualifiziert wurde.

## Weitere Rennen
Nach dem Ende seiner Formel-1-Karriere nahm Pease bis in die 1970er Jahre hinein an Rennen der Formel A und der Formel 5000 teil, bis in die 1980er Jahre hinein engagierte er sich bei Oldtimerrennen in Kanada.

## Statistik

### Sebring-Ergebnisse
| Jahr | Team                        | Fahrzeug             | Teamkollege    | Platzierung | Ausfallgrund |
| ---- | --------------------------- | -------------------- | -------------- | ----------- | ------------ |
| 1964 | Donald Healey Motor Company | Austin-Healey Sprite | Donna Mae Mims | Ausfall     | Achsbruch    |
| 1965 | British Motor Corp.         | MGB                  | Brad Picard    | Rang 32     |              |

### Einzelergebnisse in der Sportwagen-Weltmeisterschaft
| Saison | Team                  | Rennwagen                            | 1   | 2   | 3   | 4   | 5   | 6   | 7   | 8   | 9   | 10  | 11  | 12  | 13  | 14  | 15  | 16  | 17  | 18  | 19  | 20  |
| ------ | --------------------- | ------------------------------------ | --- | --- | --- | --- | --- | --- | --- | --- | --- | --- | --- | --- | --- | --- | --- | --- | --- | --- | --- | --- |
| 1964   | Healey Motor Al Pease | Austin-Healey Sprite Mini-Cooper MGB | DAY | SEB | TAR | MON | SPA | CON | NÜR | ROS | LEM | REI | FRE | CCE | RTT | SIM | NÜR | MON | TDF | BRI | BRI | PAR |
| 1964   | Healey Motor Al Pease | Austin-Healey Sprite Mini-Cooper MGB |     | DNF |     |     |     |     |     |     |     |     |     |     |     |     |     |     |     | 15  | DNF |     |
| 1965   | BMC                   | MGB                                  | DAY | SEB | BOL | MON | MON | RTT | TAR | SPA | NÜR | MUG | ROS | LEM | REI | BOZ | FRE | CCE | OVI | NÜR | BRI | BRI |
| 1965   | BMC                   | MGB                                  | 32  |     |     |     |     |     |     |     |     |     |     |     |     |     |     |     |     |     |     |     |